# 蒙古田鼠
蒙古田鼠（学名：Microtus mongolicus）一种分布于中国北方及蒙古国、俄罗斯等地区的啮齿动物，隶属于仓鼠科田鼠属，也有资料将其归入毛足田鼠属（Lasiopodomys）或东方田鼠属（Alexandromys）。其种加词“mongolicus”意为“蒙古的”。

## 形态特征
蒙古田鼠体长约100毫米。尾较短，长度为体长的1/3左右。背部毛为黑棕色，体侧稍淡，腹部毛色灰白，略带乳黄色。足部为棕褐色。